# Ivana Španović
Ivana Španović (en serbio: Ивана Шпановић, Zrenjanin, Yugoslavia, 10 de mayo de 1990), llamada Ivana Vuleta entre septiembre de 2021 y diciembre de 2023, es una deportista serbia que compite en atletismo, especialista en la prueba de salto de longitud.
Participó en cuatro Juegos Olímpicos de Verano, entre los años 2008 y 2020, obteniendo una medalla de bronce en Río de Janeiro 2016, el octavo lugar en Londres 2012 y el cuarto en Tokio 2020.
Ganó tres medallas en el Campeonato Mundial de Atletismo entre los años 2013 y 2023, y cuatro medallas en el Campeonato Mundial de Atletismo en Pista Cubierta entre los años 2014 y 2022.
Además, obtuvo tres medallas en el Campeonato Europeo de Atletismo entre los años 2014 y 2022, y cuatro medallas en el Campeonato Europeo de Atletismo en Pista Cubierta entre los años 2015 y 2023.

## Palmarés internacional
| Juegos Olímpicos                     | Juegos Olímpicos          | Juegos Olímpicos  | Juegos Olímpicos  |
| Año                                  | Lugar                     | Medalla           | Prueba            |
| ------------------------------------ | ------------------------- | ----------------- | ----------------- |
| 2016                                 | Río de Janeiro (Brasil)   | Medalla de bronce | Salto de longitud |
| Campeonato Mundial                   |                           |                   |                   |
| Año                                  | Lugar                     | Medalla           | Prueba            |
| 2013                                 | Moscú (Rusia)             | Medalla de bronce | Salto de longitud |
| 2015                                 | Pekín (China)             | Medalla de bronce | Salto de longitud |
| 2023                                 | Budapest (Hungría)        | Medalla de oro    | Salto de longitud |
| Campeonato Mundial en Pista Cubierta |                           |                   |                   |
| Año                                  | Lugar                     | Medalla           | Prueba            |
| 2014                                 | Sopot (Polonia)           | Medalla de bronce | Salto de longitud |
| 2016                                 | Portland (Estados Unidos) | Medalla de plata  | Salto de longitud |
| 2018                                 | Birmingham (Reino Unido)  | Medalla de oro    | Salto de longitud |
| 2022                                 | Belgrado (Serbia)         | Medalla de oro    | Salto de longitud |
| Campeonato Europeo                   |                           |                   |                   |
| Año                                  | Lugar                     | Medalla           | Prueba            |
| 2014                                 | Zúrich (Suiza)            | Medalla de plata  | Salto de longitud |
| 2016                                 | Ámsterdam (Países Bajos)  | Medalla de oro    | Salto de longitud |
| 2022                                 | Múnich (Alemania)         | Medalla de oro    | Salto de longitud |
| Campeonato Europeo en Pista Cubierta |                           |                   |                   |
| Año                                  | Lugar                     | Medalla           | Prueba            |
| 2015                                 | Praga (República Checa)   | Medalla de oro    | Salto de longitud |
| 2017                                 | Belgrado (Serbia)         | Medalla de oro    | Salto de longitud |
| 2019                                 | Glasgow (Reino Unido)     | Medalla de oro    | Salto de longitud |
| 2023                                 | Estambul (Turquía)        | Medalla de bronce | Salto de longitud |